# ルドルフ・マルロート

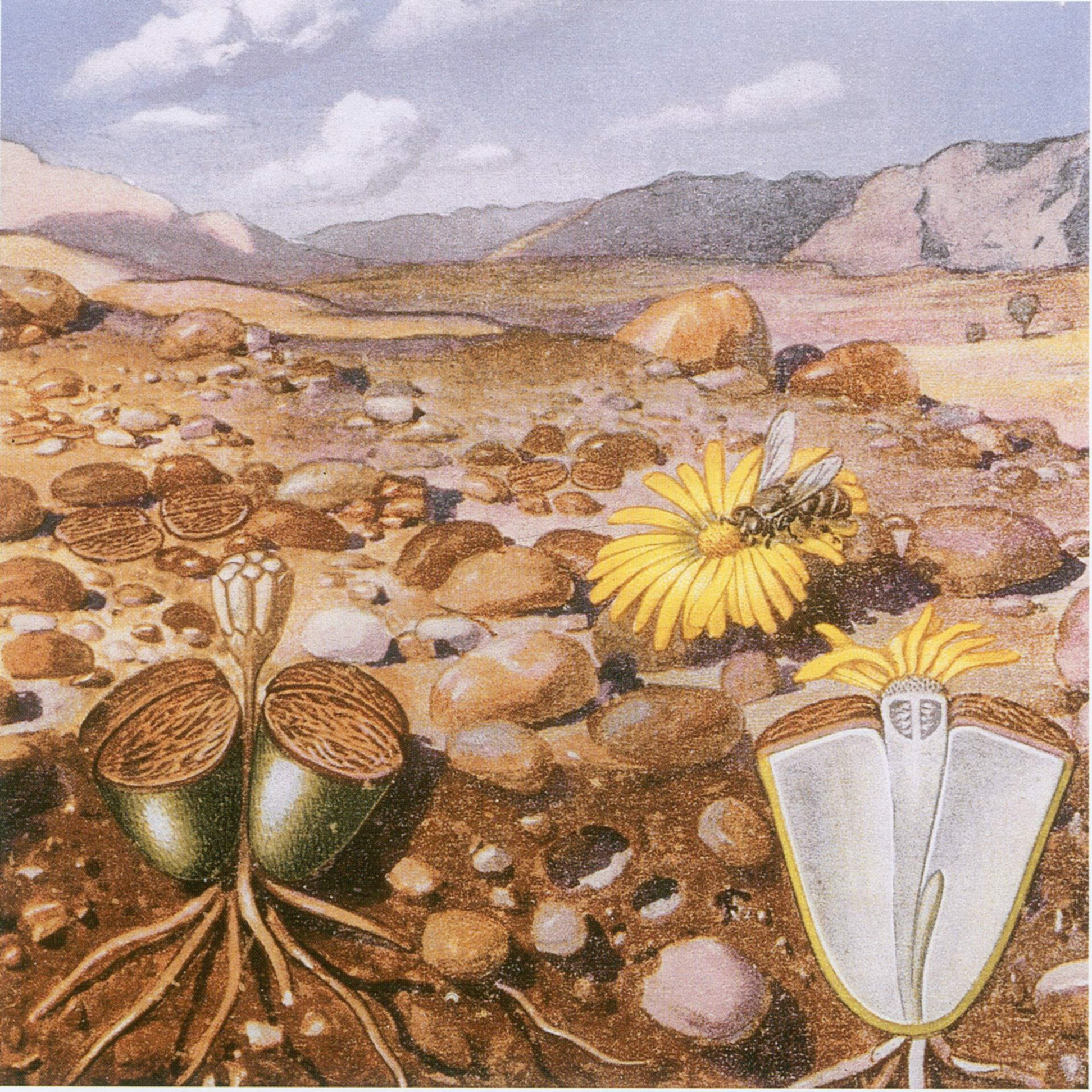
『南アフリカの植物』の図版

ルドルフ・マルロート（Hermann Wilhelm Rudolf Marloth、1855年12月28日 - 1931年5月15日）は、ドイツ生まれで、南アフリカ共和国で働いた、薬学者、植物学者である。6巻の図鑑『南アフリカの植物』（"Flora of South Africa":1913-1932）の著者として知られる。

## 略歴
ダーメ＝シュプレーヴァルト郡のリュベン（Lübben）に生まれた。リュベンで1873年から1876年まで薬学を学び、ドイツやスイス各地の薬局で働いた後、ベルリンで薬剤師の資格を得た。1883年に論文「有害物質に対する種子の保護機構」を書き、博士号を得た。その年の12月、南アフリカに住む学友の勧めでケープタウンに渡り、薬剤師として働き始め、すぐに南アフリカ各地の植物収集を始めた。マールロートの収集した標本はベルリンに送られ、アドルフ・エングラーらによって研究され、『マルロートの植物』（"Plantae Marlothiana"）として出版された。
1888年に後にステレンボッシュ大学となるヴィクトリア・カレッジで化学を教え始め、1889年から1892年まで教授を務め、その後エルセンバーグ農業学校で教え、ケープタウンでコンサルタントや分析化学の仕事を行った。
登山家として、ケープタウン到着の翌日にはテーブルマウンテンに登り、周辺の植物観察を行った。登山愛好家と付き合い、1891年には南アフリカ登山クラブの発足に貢献し、1901年から1906年の間会長も務めた。山岳地などで、植物を採集し、多くの新種植物を発見した。発見記載した植物にはStilbaceae科（スティルベ科）の Charadrophila capensisなどがある。
1898年にドイツの深海探検（バルディビア遠征）で南アフリカを訪れた、高名な植物地理学者、アンドレアス・フランツ・ヴィルヘルム・シンパーと出会い、マルロートはシンパーとモンタギュー、スワートバーグ街道、クニスナを植物調査した。シンパーが、アフリカを探検中にマラリアに感染し、1901年に調査結果をまとめることなく没すると、マルロートはケープの植物地理学のまとめを依頼され、その報告のためさらに南アフリカ全域を調査した。
1905年に准男爵ライオネル・フィリップスの妻で、南アフリカの学術のパトロンを務めたフィリップス婦人から依頼されて、6巻の著書『南アフリカの植物』を執筆し、1913年から1932年の間に出版された。その他の著書に"Cape Flowers at home" (Darter, Cape Town, 1922)、"The Chemistry of South African Plants and Plant Products" (Cape Chemical Society, Cape Town, 1913)、"Das Kapland:insonderheit das Reich der Kapflora, das Waldgebiet und die Karroo, pflanzengeographisch dargestellt" (Gustav Fischer, Jena, 1908) 、"Stone-shaped Plants" (Speciality Press, Cape Town, 1929)などがある。
アロエ属の種、Aloe marlothiiに献名されている。